# Adiantum capillus-veneris

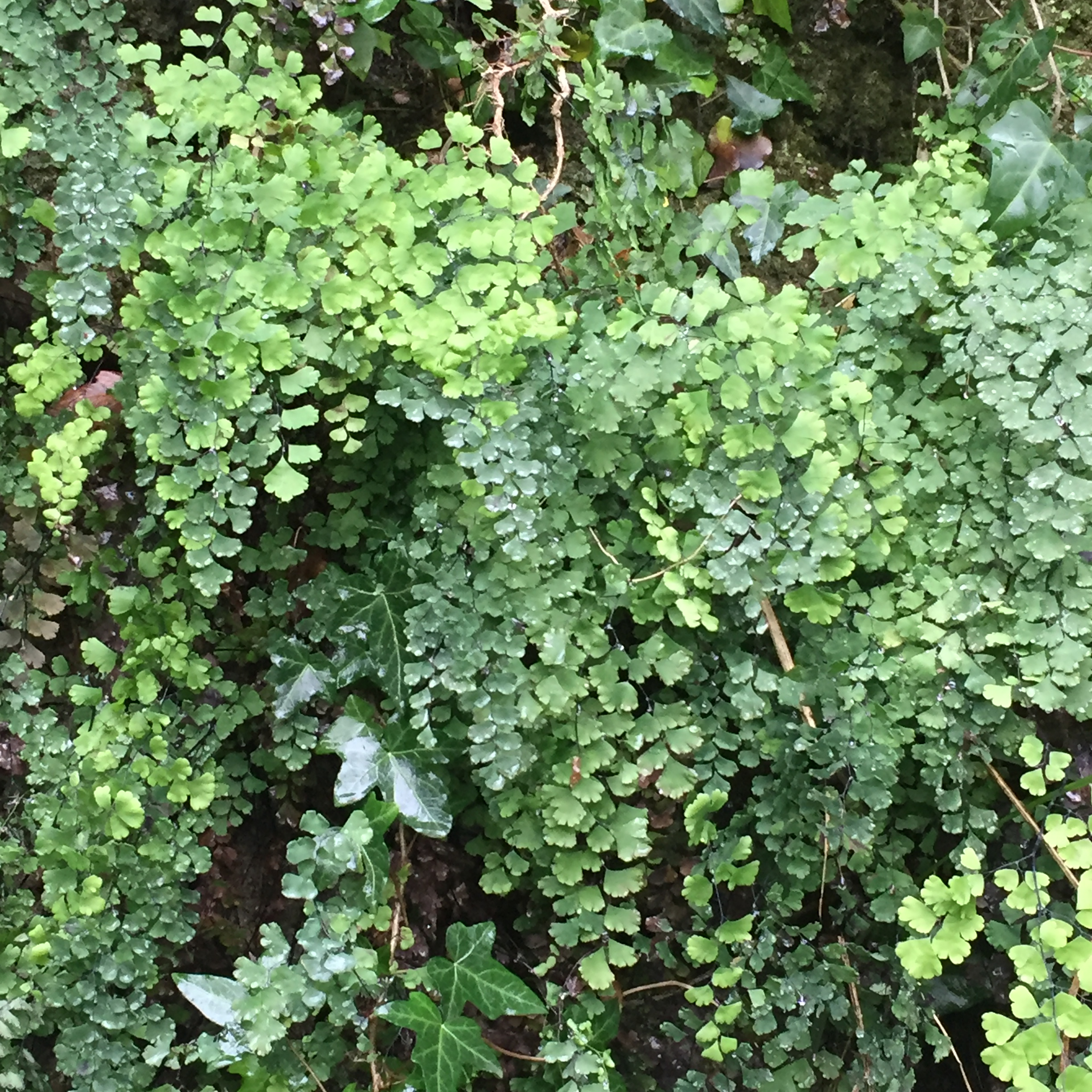
Le foglie

Il capelvenere  (Adiantum capillus-veneris L., 1753) è una felce della famiglia delle Pteridaceae.

## Morfologia

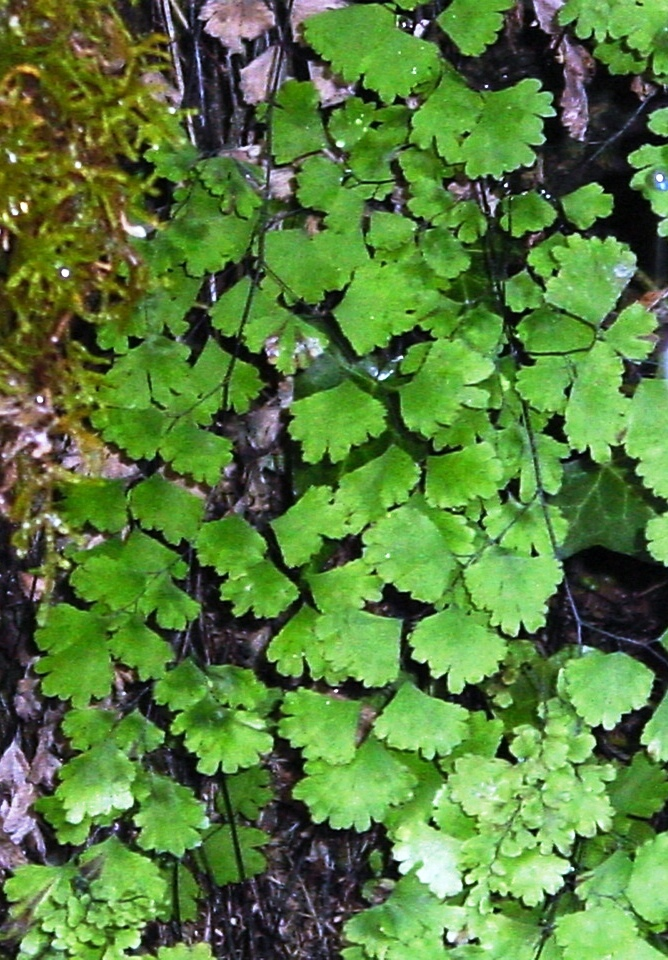
Particolare delle foglie.

### Portamento
È una pianta alta 10-40 centimetri, geofita rizomatosa. Il rizoma è strisciante e di colore bruno-nero.

### Foglie
Le fronde sono leggere e delicate: a questa caratteristica si deve il riferimento alla chioma di Venere, dea della bellezza. Le foglie sono cuneiformi, lunghe 5-10 millimetri, di colore verde tenue, e si inseriscono su un sottile rachide nero e lucente.

### Spore
Le spore sono prodotte in strutture specializzate, chiamate sori, poste sul lato inferiore del margine della foglia, che non presentano indusio, ma sarà la foglia stessa a ripiegare il margine fogliare a protezione degli sporangi, creando uno psudoindusio cartilagineo. Le spore vengono rilasciate nel periodo compreso tra luglio e settembre.

## Distribuzione e habitat

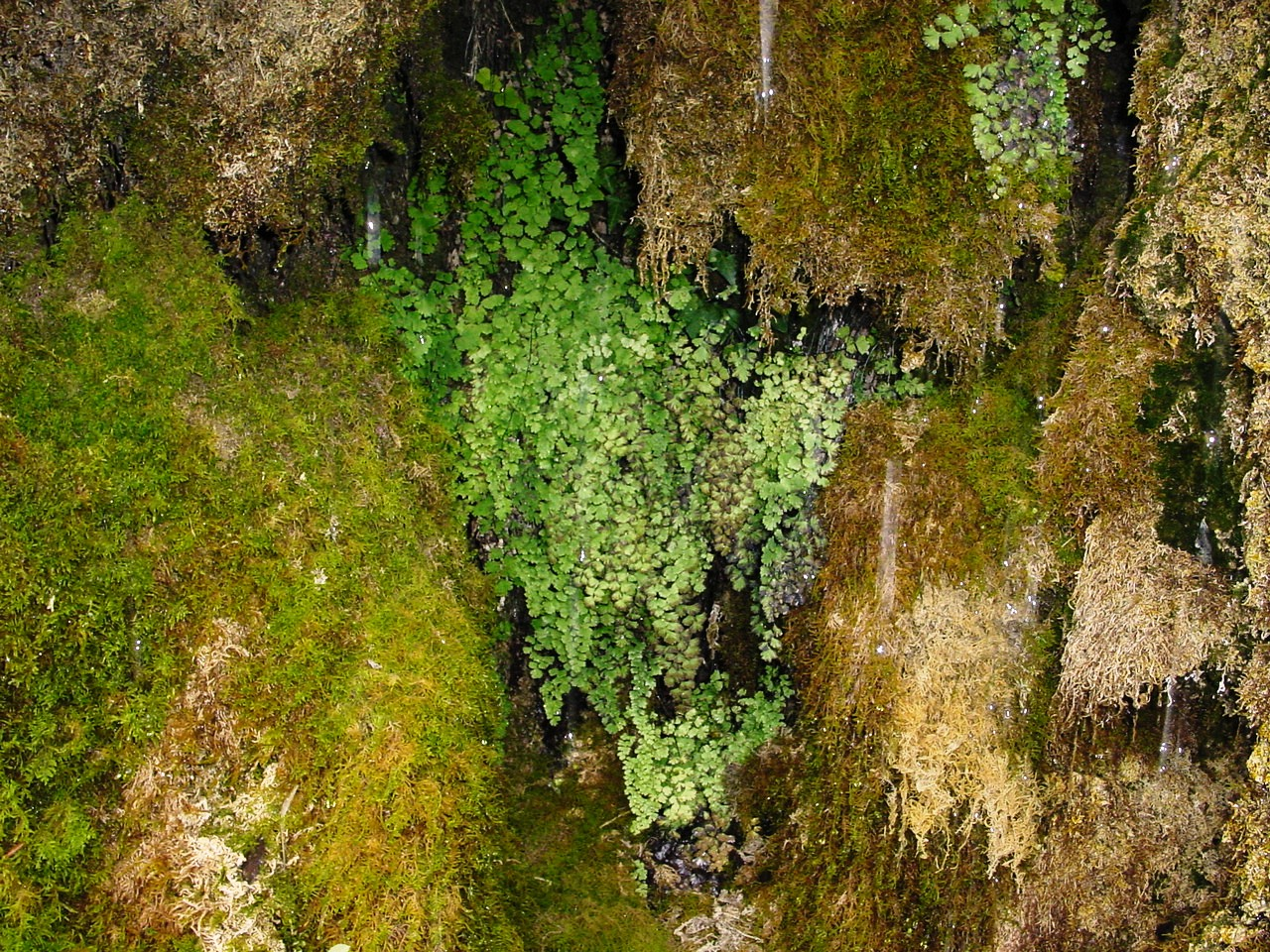
Il tipico habitat del capelvenere
Parco dei Nebrodi

È una specie subcosmopolita, diffusa in Europa, Africa, Nord America e America Centrale.
Il suo habitat naturale è rappresentato dai luoghi ombrosi e umidi. Inoltre non è raro che cresca nelle vaschette scarico wc di porcellana dei bagni pubblici, grazie all'umidità costante provocata dall'uso intensivo.
Predilige i terreni calcarei vicino alle cascate, all'imboccatura delle grotte, nei pozzi. Vegeta a quote comprese tra 0 e 1.500 metri.

## Coltivazione
Spesso coltivata per la bellezza delle sue foglie, è una pianta molto delicata ed esigente. Come tutte le felci richiede luce diffusa e non ama i raggi diretti del sole. Le annaffiature dovranno essere abbondanti in estate, più limitate durante il periodo invernale, in misura sufficiente a mantenere il terreno costantemente umido. Si riproduce per suddivisione dei cespi.

## Riferimenti culturali

### Mitologia
La sua predilezione per i luoghi poco luminosi l'ha portata ad essere consacrata a Plutone.
Nella mitologia è una pianta legata alle ninfe delle acque. Teocrito racconta che la pianta si trovava, tra altre, presso la fonte ove Hylas, uno degli Argonauti, si recò per cercare l'acqua per la sua nave. Vi è anche un mito legato alla ninfa Driope. La ninfa si innamora di un ragazzo e lo rapisce in una grotta subacquea, nelle cui vicinanze cresce una pianta di Capelvenere.

### Letteratura
Cesare Pavese nei suoi libri parla molto del Capelvenere, in quanto lo ritrovava spesso nelle grotte delle Langhe.
Gabriele D'Annunzio scrive nella poesia Il Fanciullo di Alcyone: E se gli occhi tuoi cesii han neri cigli, ha neri gambi il verde capelvenere. Hermann Hesse nel romanzo Il giuoco delle perle di vetro: "Dasa obbedì di corsa e aveva in cuore l'idea del commiato poiché era l'ultima volta che scendeva alla fonte, l'ultima volta che portava la ciotola leggera dall'orlo liscio e consunto a quel breve specchio d'acqua nel quale si riflettevano il capelvenere, la volta delle fronde, e in alcuni punti luminosi l'azzuro del cielo".. Moravia la cita più volte nel suo romanzo La Ciociara.
"Capelvenere" è anche il nome di battaglia dell'attivista ambientale Olivia Vandegriff, una dei protagonisti del romanzo Il sussurro del mondo dello scrittore statunitense Richard Powers.

### Gastronomia
Il Capelvenere è stato usato, nei secoli scorsi, come sostitutivo del tè, soprattutto in Piemonte da cui il sostantivo piemontese "Capilèr", derivato dal nome francese della pianta ("Capillaire") e arrivato a identificare in generale qualsiasi infuso fatto con erbe aromatiche.